# Haworthia blackburniae
Haworthia blackburniae ist eine Pflanzenart der Gattung Haworthia in der Unterfamilie der Affodillgewächse (Asphodeloideae).

## Beschreibung
Haworthia blackburniae wächst stammlos und bildet Klumpen mit spindelförmigen Wurzeln. Die 10 bis 15 langen, schlanken Laubblätter bilden eine Rosette mit einem Durchmesser an der Basis von 1 bis 1,5 Zentimeter. Die leuchtend grüne bis bräunlich grüne oder dunkel gräulichgrüne Blattspreite ist bis zu 40 Zentimeter lang und 0,3 bis 0,5 Zentimeter breit. Die Blattoberseite ist rinnig. Die Blattränder sind kahl oder fein bedornt.
Der Blütenstand erreicht eine Länge von bis zu 30 Zentimeter und besteht aus 15 bis 20 Blüten. Die Blüten sind weiß und weisen grüne Adern auf.

## Systematik und Verbreitung
Haworthia blackburniae ist in der südafrikanischen Provinz Westkap verbreitet.
Die Erstbeschreibung durch Winsome Fanny Barker wurde 1937 veröffentlicht.
Es werden folgende Varietäten unterschieden:
- Haworthia blackburniae var. blackburniae
- Haworthia blackburniae var. derustensis M.B.Bayer
- Haworthia blackburniae var. graminifolia (G.G.Sm.) M.B.Bayer

## Nachweise